# 墨西哥历史
墨西哥位於北美洲，是世界上最大的西班牙語國家。在古代的人類足跡被發現後，人類在墨西哥的活動已可追溯到距今約四萬年前。

## 西元前
大約九千年前，古代墨西哥人開始使用玉米作為糧食作物，推動農業革命，從而導致形成了許多文明。這些文明造就出了城市、建築、天文研究、數學和軍隊。著名的文明有奧爾梅克、提奧提華坎、阿茲特克和馬雅文明。

## 古文明

### 奧爾梅克

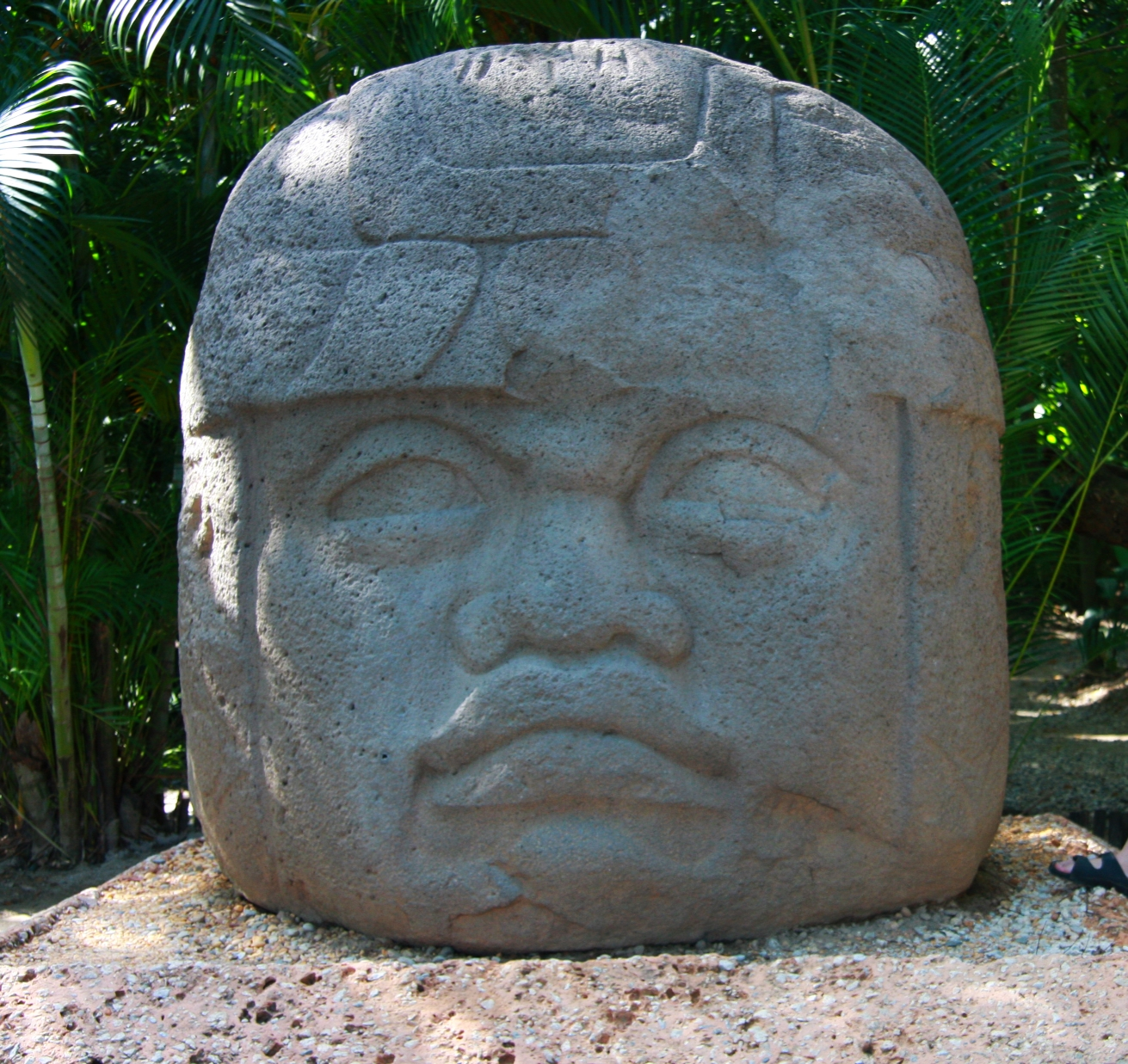
雕刻

奧爾梅克文明首次出現在公元前1500年 - 前900年的大西洋沿岸（今墨西哥塔巴斯科州）。奧爾梅克是首個產生特別藝術和文化風格的中美洲文化，也可能是首個發明文字的中美洲社會。在古典時期（西元前900年-前300年），奧爾梅克藝術風格的傳播遠至墨西哥谷和哥斯達黎加。整個奧爾梅克文明的存在時間大約位於西元前1200年至西元前400年，地理位置則盤踞現在的墨西哥中南部熱帶雨林，而文明的最大特點則是製造了大量的大型頭部雕像。

### 玛雅文明

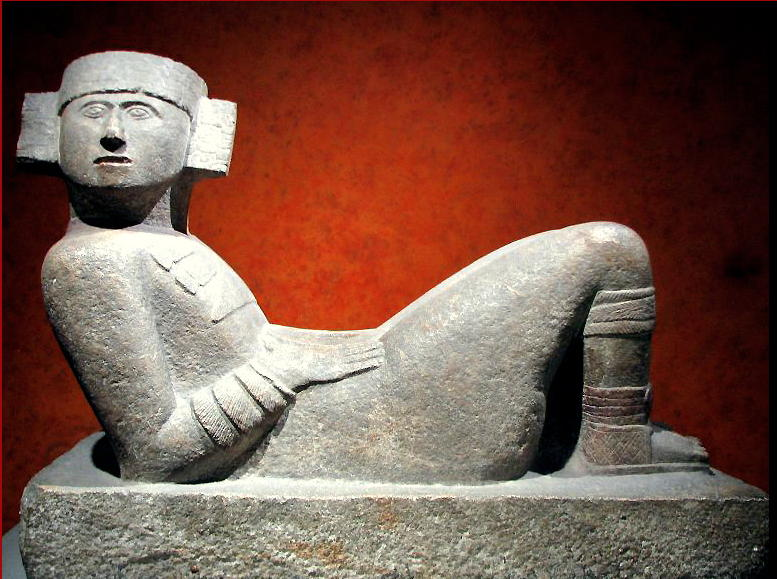
奇琴伊察出土的玛雅恰克穆尔，现陈列于墨西哥国家人类学博物馆

標誌著瑪雅文明誕生的許多特徵，如ahau（即是國王）的崛起，可以追溯到西元前300年左右。在古典期之前的幾個世紀中，瑪雅城邦散佈在從墨西哥南部和危地馬拉的太平洋沿岸延伸到尤加敦半島北部的地區。在王權興起以前幾個世紀，瑪雅社會大多奉行平等主義，然而隨著時間的推進，它們逐漸演變成多個具有富裕的精英階級的社會，並開始以國家的力量建造大型的禮儀寺廟和建築群。
已知最早的長時期史書記載資料在西元199年。在古典時期期間，瑪雅文明總共擁有約數百萬人口。單單是蒂卡爾一城，其作為最大的瑪雅城邦之一，已經擁有50萬人的規模，儘管一個普通的瑪雅城邦的平均人口規模要小得多，大多不到5萬人。瑪雅人使用的是多樣化的瑪雅語言。

### 特奧蒂瓦坎

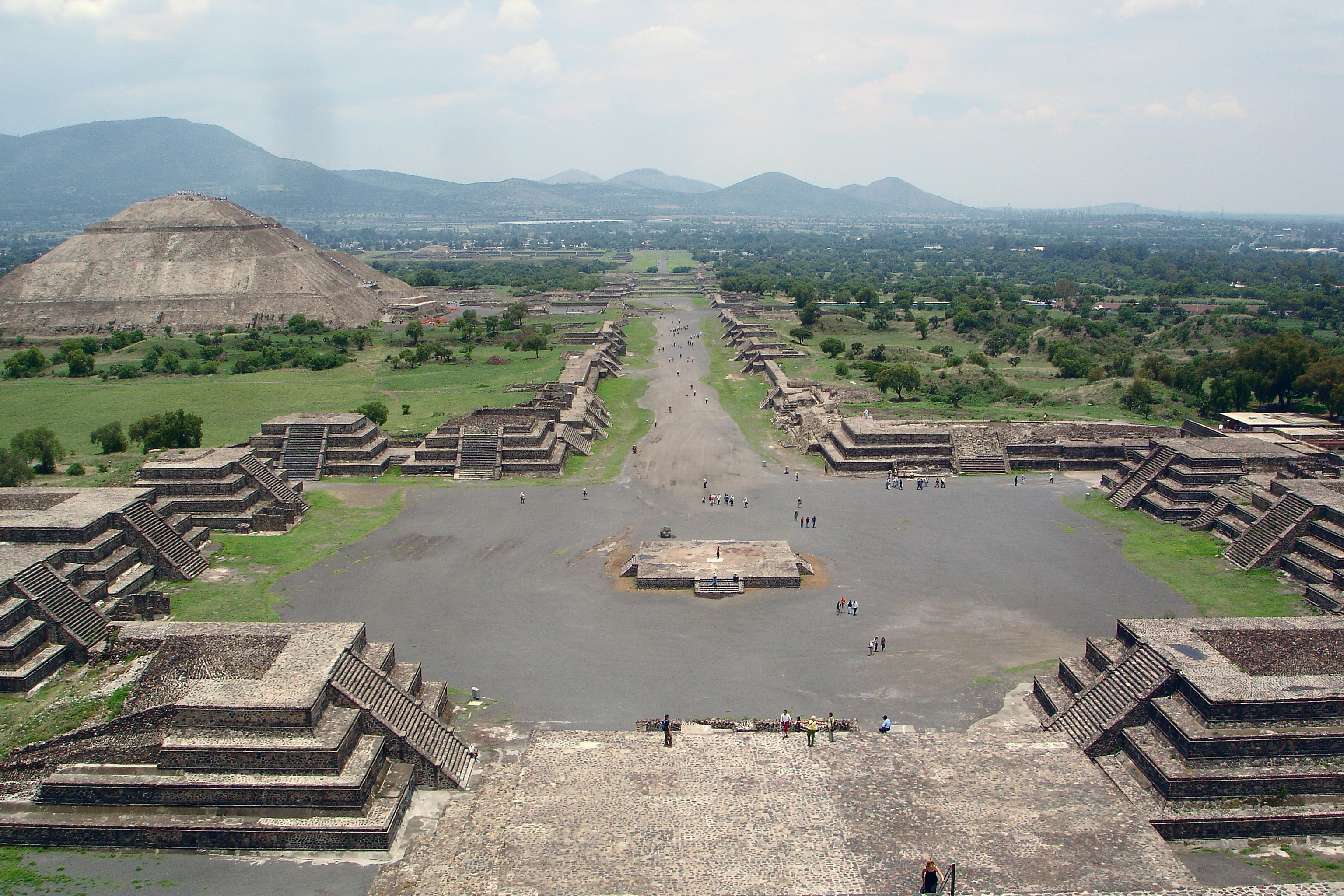
特奧蒂瓦坎，相中包含死亡大道和太陽金字塔

特奧蒂瓦坎文明起始於西元前200年左右，也就是在奧爾梅克文明滅亡之後才誕生，其位置大約在現今墨西哥中部，是一個約與馬雅文明同時存在的古印地安文明。特奧蒂瓦坎人在西元元年至150年間建造了一個人口約為5萬的城市，堪稱是整個美洲地區最早存在的城市等級之聚落，亦同時建造了許多金字塔。
現今的特奧蒂瓦坎（Teotihuacan）是位於墨西哥谷的一個巨大的考古遺址，其中包含一些在前哥倫佈時期美洲建造的最大的金字塔結構。除此之外，特奧蒂瓦坎還以其大型的住宅區和保存完好的壁畫等遺跡而聞名，其城市規劃的核心則是死亡大道和其周圍的諸座金字塔。此外，特奧蒂瓦坎亦誕生了一種特殊的陶器風格，其特點是大多工藝品皆為橙色，厚度也大多較薄，而此陶器風格也在中美洲各地傳播。
該城市被認為是建立於西元前100年左右，並且一直持續存在到西元250年左右，但這個城市亦可能持續存在至西元7至8世紀之間的某個時期。在它的鼎盛時期，特奧蒂瓦坎是前哥倫佈時期美洲最大的城市，也是當時世界上最大的城市之一，當時城市人口規模可能超過20萬居民；為此，特奧蒂瓦坎甚至建造過多層公寓大樓，以滿足這樣龐大人口的居住需求。
與該遺址相關的文明和文化也被統稱為特奧蒂瓦坎。雖然學者特奧蒂瓦坎作為一個國家的中心的這個論點仍然存疑，但它對整個中美洲的影響是有據可查且無可抹滅的。在韋拉克魯斯和瑪雅地區的許多地方都可以看到特奧蒂瓦坎存在過的證據，包括後來的阿茲特克人亦可能受到這個城市的影響。特奧蒂瓦坎的組成民族也是一個爭議，有可能是納瓦人、奧托米人或托托納克人其中一支民族，亦可能是多民族國家。

### 托尔特克
托爾特克文化是一個古代中美洲文化，主導著一個以圖拉為中心的國家，屬於在中美洲年表的後古典時期初期（大概公元800-1000年）。後來的阿茲特克文化視托爾特克人為他們知識和文化的前輩，並將圖拉的托爾特克文化描述為文明的縮影。實際上，在納瓦特爾語中，「Toltec」這個詞的意思是「工匠」。
阿茲特克人的口頭和文字傳統也描述了托爾特克帝國的歷史，列出了其統治者和他們的功績。在現代學者中，爭議在於阿茲特克人角度的托爾特克歷史應否能視為史實。此外，它與瑪雅城市奇琴伊察的相似的背後原因亦備受爭議。

## 西班牙殖民統治（16世纪-19世纪）
1519年，西班牙入侵墨西哥。1521年，阿茲特克首都特諾奇蒂特蘭被西班牙科爾特斯所率領的軍隊征服，但是西班牙並沒有完全征服阿茲特克，而是在兩世紀後才完成，從過程中可歸納出兩個主要原因使西班牙人勝利：
1. 阿茲特克人因為相信要有恆定的活人犧牲，宇宙才會持續運作，所以每一年都犧牲了許多人以舉辦獻祭，這一些人大多來自戰爭的戰俘，但在和平的時候，阿茲特克人依然為了獲得戰俘而常常不由分說的開啟戰端，因此鄰近不少原住民部落才會心甘情願加入西班牙對付阿茲特克人的的部隊 。
2. 另一個重要因素，西班牙人帶入各種瘟疫和傳染病帶到美洲，例如天花、流感、鼠疫、麻疹，數以十萬計的土人受到感染，這些流行病可能造成大約八百萬當地人死亡。

## 墨西哥独立起义与第一帝国时期（1810-1839）

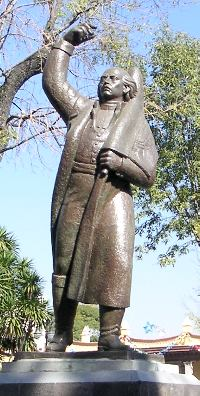
米格爾·伊達爾戈·伊·科斯蒂利亞

受到法国和美国革命影响，1808年墨西哥的起义者获得了起义反抗西班牙的机遇。此时马德里的国王已被拿破侖废除，西班牙持續受到拿破侖战争和被法国占领的影响。
墨西哥的獨立戰爭由民族英雄米格尔·伊达尔戈·伊·科斯蒂利亚在1810年發起，推翻西班牙統治。原定在10月1日起義，但是由於叛徒告密洩露，所以提早在9月16日的多洛雷斯小鎮發動，一直到1821年解放軍才進入墨西哥市，建立墨西哥第一帝國。1823年軍隊推翻帝制，建立墨西哥共和國，瓜達盧佩維多利亞為其首任總統。墨西哥第一帝國滅亡之際，中美洲联邦共和国（今日的哥斯达黎加、萨尔瓦多、危地马拉、洪都拉斯和尼加拉瓜）亦趁機獨立。

## 第一次法國入侵（1838-1839）
1838年至1839年間，法國第一次入侵墨西哥，名為糕点战争，以法國勝利告終。

## 美墨战争（1846-1848）

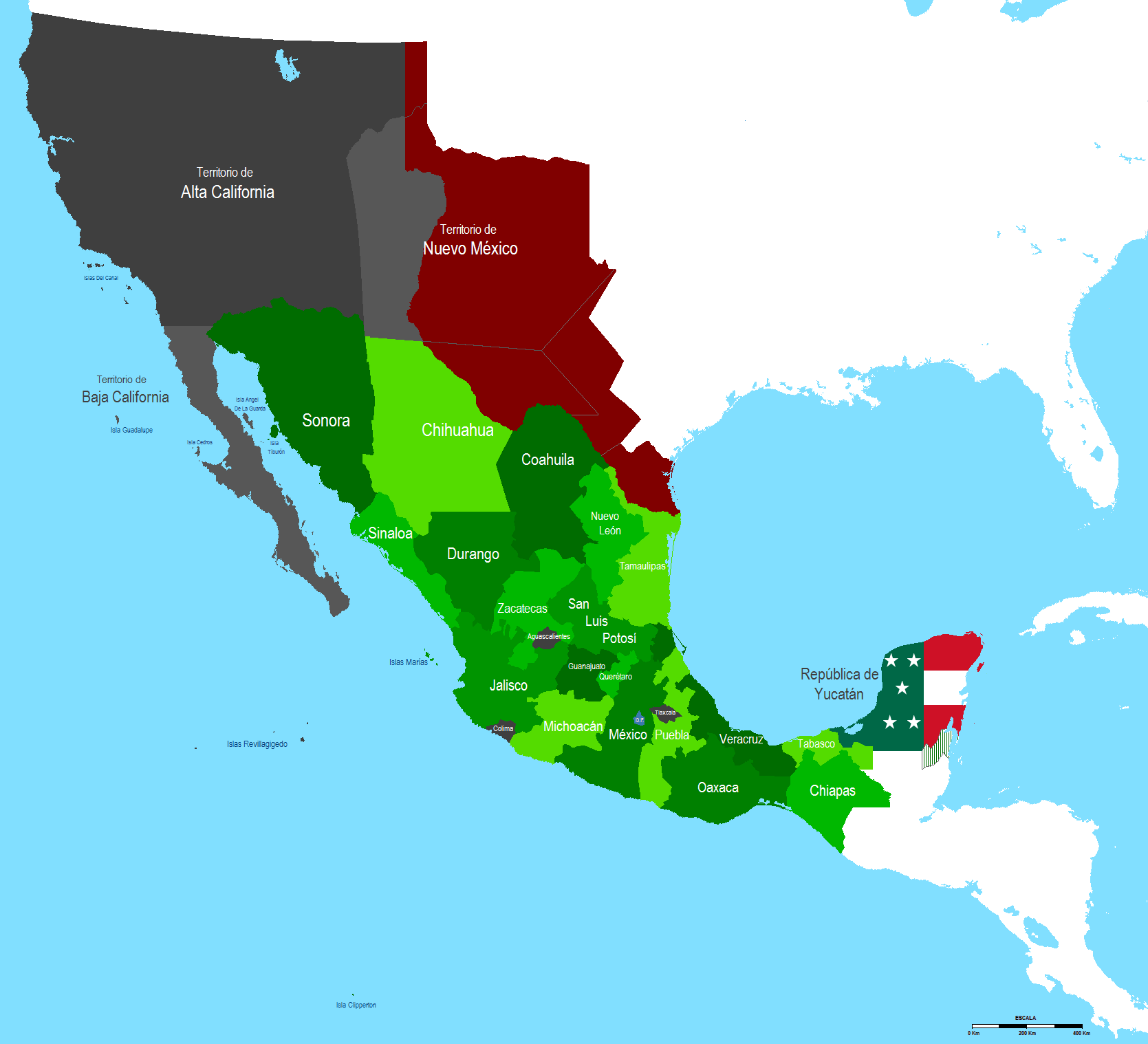
綠色領土為1848年美墨戰後剩餘的國土

美墨戰爭由1846年一直打到1848年，戰爭原因是因為德克薩斯（現德州）獨立和美國擴張主義的關係，美國以利益吸收德克薩斯共和國為第28個州，並且對墨西哥遙遠的上加利福尼亞省和新墨西哥領地進攻，戰後墨西哥喪失了其原國土三分之一的面積，導致墨西哥人現在還是會仇恨美國人，也創立了新一批的政治家，他們擺脫了獨栽者桑塔·安納對墨西哥的統治，並於1857年建立了一個自由共和國。

## 第二次法國入侵（1861-1867）
在1861年改革战争內戰剛結束後，墨西哥總統胡亞雷斯停止向外國支付債券的利息，結果激怒了最大的借款人法國、西班牙及英國，以三國聯軍武力追債並一度佔領首都，扶殖了傀儡政權墨西哥第二帝國及其皇帝马西米连诺一世。胡亞雷斯一度被推翻並逃亡至華雷斯城和奇瓦瓦市，後來終於成功擊退三國聯軍並於1867年處決了马西米连诺一世，恢復民主制度並且競選總統連任成功，成為了民族英雄。在1871年，他再度當選，他的反對黨自由黨，他們認為選舉過程不民主。胡亚雷斯去世一年後，米格爾德特哈達繼任（Miguel Lerdo de Tejada）。

## 迪亞斯獨裁时期（1876-1911）
在1876年Lerdo再度當選，擊敗迪亞斯。1876年，迪亞斯反抗政府並宣布計劃推翻 Lerdo 自立為總統。迪亞斯推翻原政府後，Lerdo逃離該國，迪亞斯成為新的總統。從而開始了超過三十年（1876年到1911年）的獨裁統治，這個時期的相對繁榮與和平，該國的基礎設施大為改善，這有賴外國投資。

## 近代及现代
在经过波菲里奥·迪亚斯長時期的獨裁統治後，墨西哥革命終於在1910年爆发。革命武装击败了联邦军队，但却又发生内鬥，让墨西哥在长达二十年的时间裡陷入内战。革命结束后，墨西哥革命制度党获得了政权，并且统治着墨西哥，直到20世纪末，而於2000年實現了首次的政黨輪替。
第二次世界大戰爆發期間，時任總統曼努埃爾·阿維拉·卡馬喬於1942年宣布協助同盟國並且向軸心國宣戰。
2006年7月2日，墨西哥总统和议会选举开始投票。9月5日，墨西哥联邦选举法院正式宣布，墨西哥国家行动党总统候选人费利佩·卡尔德龙·伊诺霍萨在总统选举中获胜，当选墨西哥新总统。